# Super League 2009

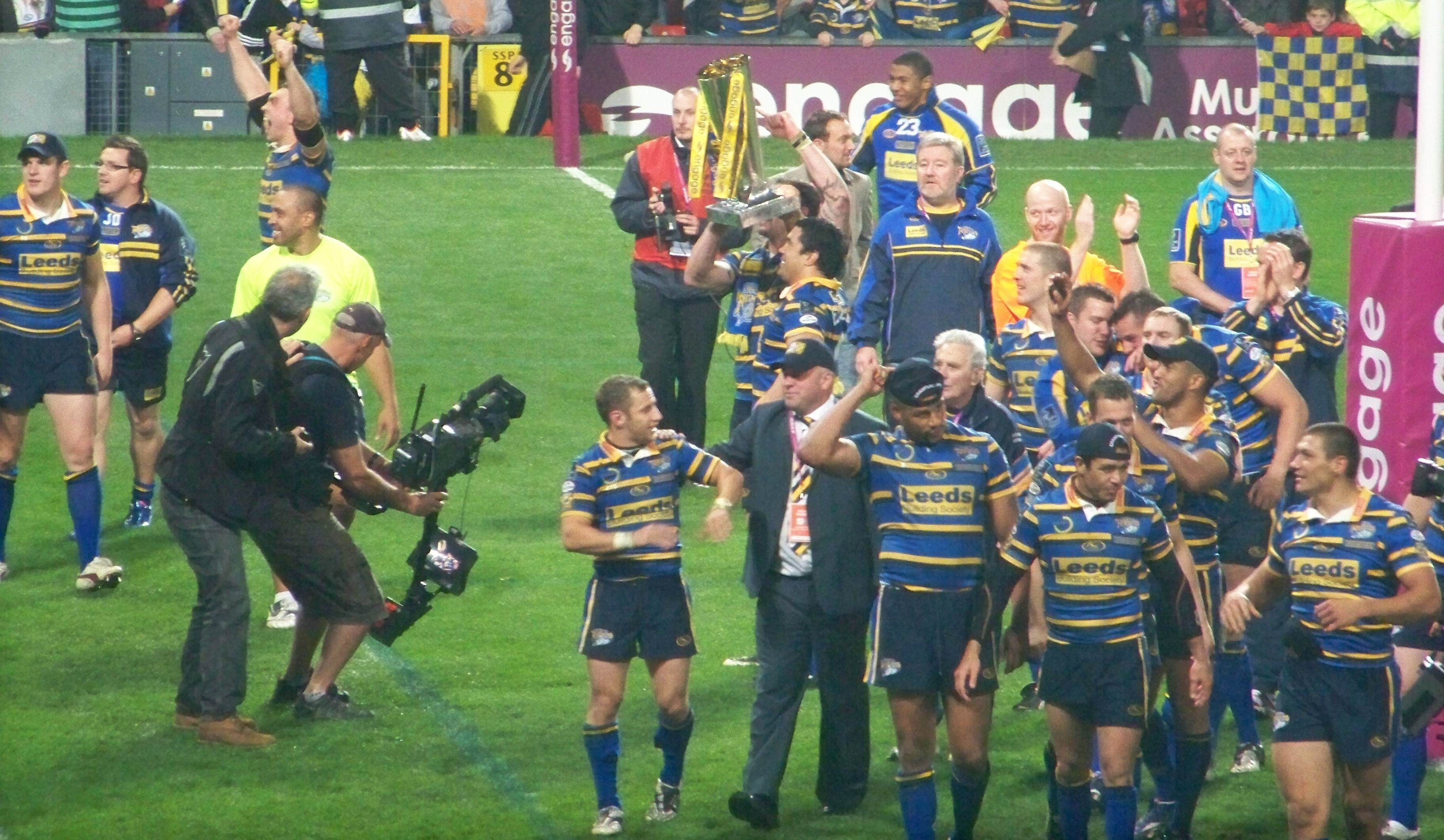
Los Leeds Rhinos celebran su victoria en la Gran Final de la Superliga de 2009

La Super League de 2009 fue la 115.ª temporada del rugby league de Inglaterra y la decimocuarta edición con la denominación de Super League, es el torneo de rugby league más importante de Inglaterra.

## Formato
Los equipos se enfrentaron en formato de todos contra todos, los primeros ocho clasificados disputaron la postemporada.
Se otorgaron 2 puntos por cada victoria, 1 por el empate y 0 por la derrota.

## Desarrollo

### Tabla de posiciones
| Pos. | Equipo                     | Encuentros | Encuentros | Encuentros | Encuentros | Tantos | Tantos | Tantos | Puntos |
| Pos. | Equipo                     | PJ         | PG         | PE         | PP         | F      | C      | Dif.   | Puntos |
| ---- | -------------------------- | ---------- | ---------- | ---------- | ---------- | ------ | ------ | ------ | ------ |
| 1    | Leeds Rhinos               | 27         | 21         | 0          | 6          | 805    | 453    | +352   | 42     |
| 2    | St. Helens                 | 27         | 19         | 0          | 8          | 733    | 466    | +267   | 38     |
| 3    | Huddersfield Giants        | 27         | 18         | 0          | 9          | 690    | 416    | +274   | 36     |
| 4    | Hull Kingston Rovers       | 27         | 17         | 1          | 9          | 650    | 516    | +134   | 35     |
| 5    | Wakefield Trinity Wildcats | 27         | 16         | 0          | 11         | 685    | 609    | +76    | 32     |
| 6    | Wigan Warriors             | 27         | 15         | 0          | 12         | 659    | 551    | +108   | 30     |
| 7    | Castleford Tigers          | 27         | 14         | 0          | 13         | 645    | 702    | –57    | 28     |
| 8    | Catalans Dragons           | 27         | 13         | 0          | 14         | 613    | 660    | –47    | 26     |
| 9    | Bradford Bulls             | 27         | 12         | 1          | 14         | 653    | 668    | –15    | 25     |
| 10   | Warrington Wolves          | 27         | 12         | 0          | 15         | 649    | 705    | –56    | 24     |
| 11   | London Broncos             | 27         | 11         | 0          | 16         | 591    | 691    | –100   | 22     |
| 12   | Hull FC                    | 27         | 10         | 0          | 17         | 502    | 623    | –121   | 20     |
| 13   | Salford City Reds          | 27         | 7          | 0          | 20         | 456    | 754    | –298   | 14     |
| 14   | Crusaders Rugby League     | 27         | 3          | 0          | 24         | 357    | 874    | –517   | 6      |

|  | Clasificados a postemporada. |

### Postemporada

#### Finales de clasificación
| 18 de septiembre | Leeds Rhinos | 44 - 8 | Hull Kingston Rovers |  |  |

| 19 de septiembre | St Helens RFC | 15 - 2 | Huddersfield Giants |  |  |

#### Finales de eliminación
| 19 de septiembre | Wakefield Trinity | 16 - 25 | Catalans Dragons |  |  |

| 20 de septiembre | Wigan Warriors | 18 - 12 | Castleford Tigers |  |  |

#### Semifinales preliminares
| 25 de septiembre | Huddersfield Giants | 6 - 16 | Catalans Dragons |  |  |

| 26 de septiembre | Hull Kingston Rovers | 10 - 30 | Wigan Warriors |  |  |

#### Semifinales
| 2 de octubre | Leeds Rhinos | 27 - 20 | Catalans Dragons |  |  |

| 3 de octubre | St Helens RFC | 14 - 10 | Wigan Warriors |  |  |

#### Final
| 10 de octubre | Leeds Rhinos | 18 - 10 | St Helens RFC | Old Trafford, Mánchester        |  |
|               |              |         |               | Asistencia: 63.259 espectadores |  |

| Bandera de Inglaterra |
| Campeón Leeds Rhinos  |
| Séptimo título        |